# Глушково (Калінінградська область)
Глушково (рос. Глушково) — селище Черняховського району, Калінінградської області Росії. Входить до складу Каменського сільського поселення.
Населення —  215 осіб (2015 рік).

## Населення
| 2002 | 2010 |
| ---- | ---- |
| 246  | ↘215 |